# 华北覆盆子
华北覆盆子（学名：Rubus idaeus var. borealisinensis）为蔷薇科悬钩子属下的一个变种。

## 扩展阅读
- 維基物種上的相關：华北覆盆子